# Перовуо, Йоэль
Йоэль Перовуо (фин. Joel Perovuo; род. 11 августа 1985 года в Хельсинки, Финляндия) — финский футболист, полузащитник клуба «Гнистан».

## Клубная карьера
Йоэль — воспитанник клуба «Эспоон ПС». В 2005 году он стал игроком «Хонки» и за четыре сезона, проведённых в этой команде стал её лидером, провёл за клуб сотню матчей. В январе 2010 года Йоэль присоединился к шведскому «Юргордену», за который выступал на протяжении полутора лет. 12 августа 2011 года Йоэль перешёл в ХИК. 18 августа 2011 года он дебютировал за свой новый клуб в матче Лиги Европы против «Шальке-04» (2-0). Сейчас Йоэль является одним из ведущих полузащитников финского клуба.

## Карьера в сборной
11 октября 2009 года Йоэль впервые получил вызов в сборную Финляндии, но на поле так и не вышел. Его дебют состоялся 18 января 2010 года в матче со сборной Южной Кореи. Он начал матч в стартовом составе, но был заменён на 84й минуте Паулюсом Араюури. Всего на счету Йоэля два матча за национальную сборную Финляндии.

## Достижения
«Хонка»
- Победитель Юккёнен (1): 2005

 ХИК
- Чемпион Финляндии (2): 2011, 2012
- Обладатель кубка Финляндии по футболу (1): 2011